# Jens Lind (redare)
Jens Lind, född 1763, död 1821, var en dansk affärsidkare. Han var slavhandlare och skeppsredare i företaget  Østersøisk-guineiske Handelsselskab, som deltog i den danska slavhandeln under dess sista decennier.